# Іван Медицький
Іван Медицький — український іконописець, син Стефана поповича Медицького. Мешкав і працював у Дрогобичі.

## Життєпис
Іван Медицький працював у Дрогобичі наприкінці XVII – на початку XVIII ст. у час переходу від епохи маньєризму до початкової стадії доби бароко. Тут він розпочав свою творчу кар'єру, працюючи разом з батьком у Церкві святого Юра. Продовжуючи традиції та наслідуючи взірці стінопису та іконопису, створені батьком, Іван Медицький сміливо вносив до релігійних сюжетів своє творче бачення.

## Творчість
Іван Медицький поновив намісні ікони церкві Воздвиження Чесного Хреста в Дрогобичі (1694). Йому належить монументальна композиція «Древо Єсея» (виконана за старанням братства коштом Григорія Проскурки у 1691 р.) композиції з сюжетами Старого та Нового Заповітів у барабані та «Собор Архангелів» у склепінні нави (кін. XVII ст.) дрогобицької церкви святого Юра. Виконав стінопис Введенського приділу тієї ж церкви (1711 р.) На початку XVIII ст. – хоругви для дрогобицького храму Воздвиження Чесного Хреста, а також – монументальну композицію «Муки і страти апостолів та Коронування Богородиці».
Іван Медицький у 1712 році виконав храмову ікону до церкви в Рихвальді (Овчарах) на Лемківщині, запропонувавши канонічну для східного іконопису тему Покрови Богородиці зі Cв. Романом Солодкоспівцем внизу по центру та пристоячими обабіч.
Твори Івана Медицького позначені мистецькою самобутністю у стилі українського бароко.
У експозиційних залах Галерея сакрального мистецтва, Музей «Дрогобиччина» — демонструються роботи Івана Медицького.